# Pop latino
Pop latino (em inglês:  Latin pop) ou música popular latina é um género musical que contem influências latino-americanas. Geograficamente, pode referir-se a toda a música pop produzida em território latino-americano ou executada por latino-americanos.
Ocasionalmente, a definição do termo se aplica à Europa latina, especialmente Espanha e Portugal, embora a Itália também seja incluída. A Ásia Latina - mais especificamente, as Filipinas - também são consideradas no gênero.[carece de fontes?]
O pop latino geralmente é cantado em espanhol, ou algum outro idioma latino. Além disso, diversos artistas internacionais da França e Itália costumam regravar suas canções em espanhol para o público latino. Entre os principais compositores pop latinos estão Leonel García, Gian Marco, Estefano, Kike Santander, Juan Luis Guerra, Mario Domm and Robi Draco Rosa.